# Taisto Mäki
Taisto Armas Mäki (2 december 1910 – 1 mei 1979) was een Finse langeafstandsloper. Hij was in de periode 1939-1942 wereldrecordhouder op drie afstanden. Tevens werd hij in 1938 Europees kampioen op de 5000 m. 
Door het uitbreken van de Tweede Wereldoorlog was Mäki nooit in staat om zijn vorm te etaleren tijdens Olympische Spelen.  

## Palmares

### 5000 m
- 1938:  EK - 14.26,8